# A csodálatos nyúlcipő
A csodálatos nyúlcipő 1987-ben bemutatott magyar televíziós bábfilm, amely Fésűs Éva meséje alapján készült. A bábfilmet Deák István rendezte, a zenéjét Keceli Zsuzsa szerkesztette, a Magyar Televízió készítette. 
Magyarországon 1987. április 20-án vetítették le a televízióban.

## Cselekmény
Futóversenyre készülnek a "Jószagú réten". A nyulak jelöltje Kajszabajszi, ellenfele Rőtfülű, a ravasz róka. Kajszabajszi csodálatos nyúlcipője azonban megsérül, és Drágajó nagyapához, vagyis Csupafül nagyapjához viszi el javításra. Igen ám, de Alamuszi ráveszi Csupafült, hogy pár percre adja oda neki a csodacipőt. Itt kezdődnek a bonyodalmak, mert a csodálatos nyúlcipő eltűnik, ugyanakkor pedig Szürkeanyó megbetegszik, és számára orvosságot csak a három napi járásra levő Guggoló domb mögötti rétről lehetne hozni...

## Alkotók
- Rendezte: Deák István
- Írta: Fésűs Éva
- Dramaturg: Békés József
- Zenéjét szerkesztette: Keceli Zsuzsa
- Báb- és díszlettervező: Lévai Sándor
- Vezető operatőr: Dobay Sándor
- Operatőr: Hollai Iván, Király Sándor, Reich Sándor
- Hangmérnök: Bakonyi Ádám
- Fővilágosító: Schmidt István
- Díszletépítész: Pugris Sándor
- Berendező: Szabó Zsuzsa
- Képmérnök: Csillag György
- Műszaki vezető: Tanos Tamás
- Rögzítésvezető: Gáspár Zoltán
- A rendező munkatársa: Sebestyén Sándor
- Munkatársak: Bende Attila, Baroch László, Fleiner Gábor, Kaszás László, Kupcsik Gyula
- Technikai rendező: Dékány György
- Gyártásvezető: Koncsik László

Készítette a Magyar Televízió

## Szereplők
- Csupafül: Simándi Anna
- Alamuszi: Gyurkó Henrik
- Szürkeanyó: Dallos Ibolya
- Szürkeapó: Pataky Imre
- Drágajó: Dörögdy Miklós
- Kajszabajszi: Erdős István
- Kopogi Doktor: Domonkos Béla
- Rőtfülű: Czipott Gábor
- Rőtfülűné: Farkas Éva
- Róka Béni: Mult István
- Szimat rendőr: Németh Tibor
- Mezei rendőr: Cser András

## Rádiójáték
A bábfilm előtt még 1965-ben a Magyar Rádióban 50 perces rádiójáték készült belőle.
Szereplők:
- Csupafül: Váradi Hédi
- Alamuszi: Békés Itala
- Szürkeanyó: Komlós Juci
- Szürkeapó: Szénási Ernő
- Drágajó: Kőmíves Sándor
- Rőtfülű: Győrffy György
- Rőtfülűné: Mikes Lilla
- Róka Béni: Holló Eszter
- Dolmányos varjú: Keleti László
- Kopogi Doktor: Jákó Pál
- Kajszabajszi: Beszterczei Pál

Alkotók:
- Írta: Fésűs Éva
- Dramaturg: Derera Éva
- Rendező: Gál István